# 马里奥网球Advance
《马里奥网球Advance》是一款由Camelot Software Planning公司制作、任天堂发行的体育游戏。本游戏最初于2005年9月13日在日本地区Game Boy Advance发行。
本游戏与先前的《马里奥网球GC》类似。玩家可以选择角色进行单打和双打的比赛。
本游戏收到正面评价。GameRankings给予本游戏80.76%的分数。